# Agüeira

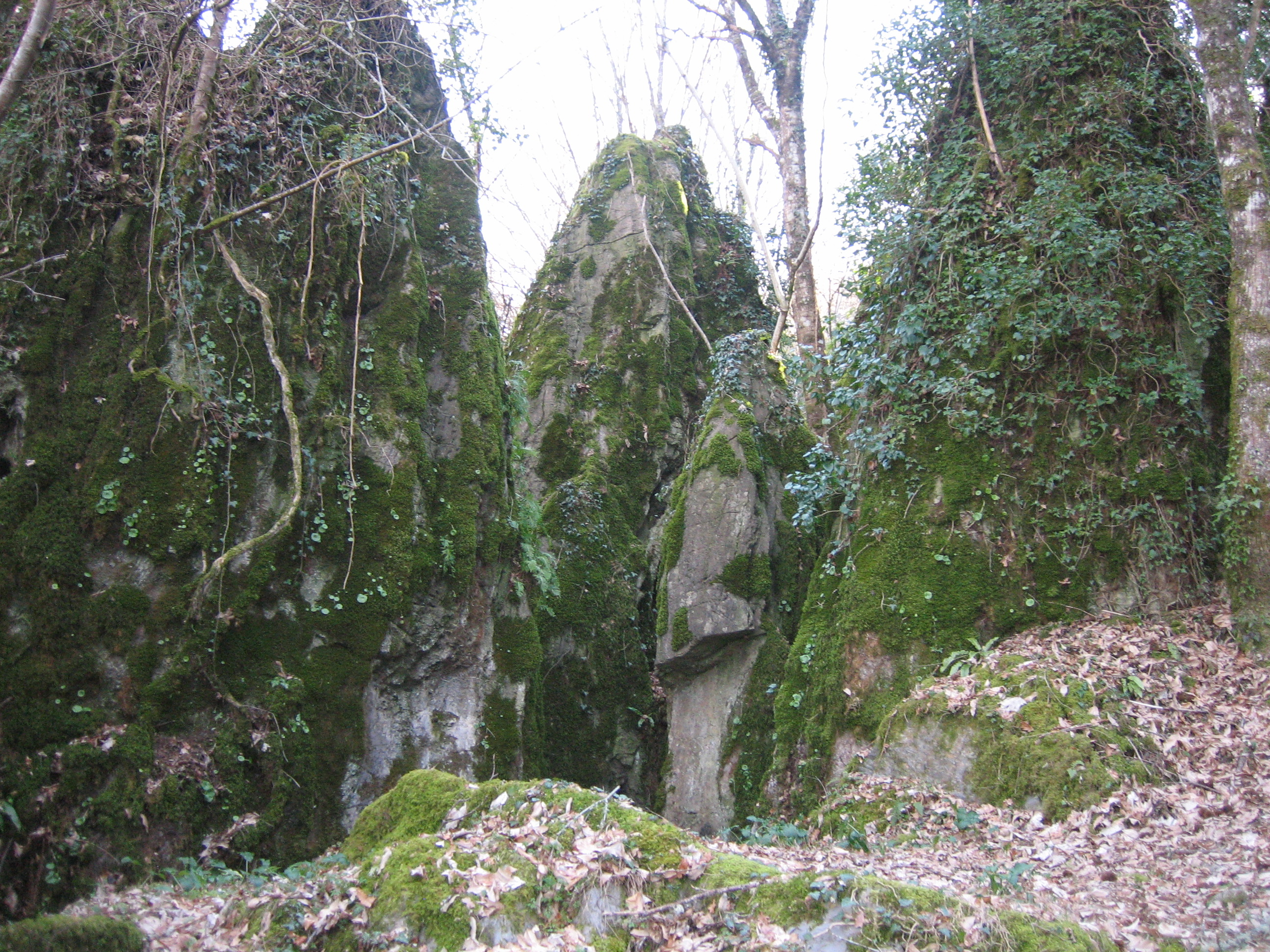
Bosque dos Grobos, en Agüeira.

Agüeira (llamada oficialmente San Xoán de Agüeira) es una parroquia y una aldea española del municipio de Becerreá, en la provincia de Lugo, Galicia.

## Otras denominaciones
La parroquia también es conocida por el nombre de San Xoán de Agueira.

## Geografía física
A los pies del bosque de castaños de Agüeira, se sitúa el llamado «bosque dos Grobos», donde afloran imponentes rocas kársticas modeladas por la humedad y parcialmente cubiertas por musgo y una densa vegetación, lo que le da un aspecto de bosque de cuento.

### Flora
Destaca un excelente soto de castaños con tendencia a convertirse en bosque mixto de robles galaico-portugueses de tipo Quercus robur y Quercus pyrenaica en las cotas más altas.

## Protección medioambiental
El territorio de Agüeira, junto con el de la parroquia vecina de Cruzul, conforman la Zona especial de conservación (ZEC) de Cruzul-Agüeira.

## Organización territorial
La parroquia está formada por diez entidades de población, constando nueve de ellas en el nomenclátor del Instituto Nacional de Estadística español:

### Entidades de población
Entidades de población que forman parte de la parroquia:
- Balsa (A Balsa)
- Ferrería (A Ferrería)
- Agüeira
- Horta (A Horta)
- Cela
- Serra da Horta
- Torallo
- Valiña

### Despoblado
Despoblado que forma parte de la parroquia:
- Chao de Vila
- Pozuelos

## Demografía

### Parroquia
| Gráfica de evolución demográfica de Agüeira (parroquia) entre 2000 y 2019 |
|                                                                           |
| Datos según el nomenclátor publicado por el INE.                          |

### Aldea
| Gráfica de evolución demográfica de Agüeira (aldea) entre 2000 y 2019 |
|                                                                       |
| Datos según el nomenclátor publicado por el INE.                      |